# Формион (пьеса)
«Формион» (лат. Phormio) — комедия-паллиата римского драматурга Теренция, поставленная в 161 году до н. э. Её текст сохранился полностью.

## Содержание
Пьеса основана на комедии греческого драматурга Аполлодора из Кариста под названием либо «Требующий присуждения», либо «Присуждаемая», от текста которой осталось только несколько коротких фрагментов. Имена героев Теренций обычно менял, и имя Формион, возможно, позаимствовано из комедии Аполлодора «Клеветник».

## Восприятие и значение
Пьеса была впервые поставлена на сцене в 161 году до н. э., на Римских играх. В 141 или 140 году до н. э. её поставили снова.
Исследователи отмечают, что в «Формионе», как и в последующих своих пьесах, Теренций полностью заимствовал греческие сюжеты, но отказывался от характерного для первоисточника откровенного эротизма, снижал уровень гротескности, развивал мотивацию персонажей, более тщательно прорисовывал характеры. От латинских пьес предшествующего периода (в первую очередь комедий Плавта) «Формиона» отличают изящество и утончённость (по этим показателям античные комментаторы единодушно считали Теренция лучшим из римских комедиографов). В эпоху Империи Теренций стал автором для чтения, его тексты изучали в школах как минимум со времён Квинтилиана, их комментировали многие римские филологи.
В IV—V веках был создан рукописный сборник пьес Теренция (включая «Формиона»). Он много раз переписывался в течение Средневековья, так что комедии оставались известны образованному читателю. В XIV веке комментарий к пьесам написал Петрарка. В 1470 году комедии Теренция были впервые изданы в печатном виде, в последующие века их активно издавали по всей Европе — на латыни и на ряде национальных языков.